# Partisan (pel·lícula)
Partisan és una pel·lícula d'Austràlia del 2015 dirigida per Ariel Kleiman. La pel·lícula és protagonitzada per Vincent Cassel com a Gregori, un líder de culte. La funció marca el debut com a director de Kleiman. Kleiman va escriure la pel·lícula amb la seva xicota Sarah Cyngler. Es va estrenar al Festival de Cinema de Sundance de 2015.

## Argument
Gregori, que actua com a patriarca d'una "família" d'assassins de nens, adopta Alexander després de veure la seva mare, Susanna, sense parella a un hospital. Onze anys després, l'Alexander és un assassí hàbil que dirigeix missions amb altres futurs assassins infantils adoptats de la mateixa manera. Gregori diu als nens que el món està ple d'homes terribles i per això han de dur a terme les seves missions. Gregori ensenya als nens a posar taps per a les orelles durant els assassinats per protegir-se les orelles del tret.
Leo, l'amic d'Alexandre, es critica amb si mateix després d'un simulacre d'assassinat. Gregori envia l'Alexandre i una noia a una missió on mata un mecànic. L'Alexandre veu la seva mare plorar per l'embaràs, després de deixar caure un tros de carn. Surt durant una missió i compra carn nova a una botiga de queviures local. El propietari el tracta amablement i li dona xocolata. Leo comença a qüestionar l'autoritat d'en Gregori que s'ha convertit en una confrontació després que en Leo sigui testimoni de la matança d'un pollastre. Compara el pollastre amb el tiranosaure, tement la seva extinció. Leo desapareix del compost després. Alexander comença a qüestionar tot el que li van ensenyar. Susanna dona a llum un germà petit anomenat Tobias. En la tercera missió d'Alexandre, dispara a un home i el veu sagnar. A la tornada es troba amb un noi que juga amb la seva pistola abans de tornar-li-la. L'Alexandre s'emporta en Tobias després de tornar a casa. S'enfronta a Gregori mentre la càmera fa una panoràmica cap avall, es veu a Alexander sostenint la seva pistola apuntant Gregori amb taps per les orelles a les orelles d'en Tobias.

## Repartiment
- Vincent Cassel com a Gregori
- Florence Mezzara com a Susanna
- Alex Balaganskiy com a Leo
- Jeremy Chabriel com a Alexander
- Samuel Eydlish com a Reuben
- Anastasia Prystay com a Ariana
- Alexander Kuzmenko com Ellis
- Katalin Hegedus
- Rosa Voto com a mare de Leo
- Frank Moylan
- Alexander Dahlberg com a Nicholas
- Oscar Dahlberg com a Oscar
- Wietse Cocu com a Felix

## Producció
Tot i que la majoria de les escenes interiors es van rodar al país natal de Kleiman, Austràlia, el rodatge exterior de la pel·lícula es va rodar a Geòrgia el 2013 durant cinc setmanes.
La partitura de la pel·lícula va ser composta pel músic electrònic Oneohtrix Point Never.

## Recepció

### Resposta crítica
A Rotten Tomatoes la pel·lícula té una valoració del 59%, basada en 41 crítiques, amb una valoració mitjana de 5,8/10. El consens crític del lloc diu: "Ben actuada i adequadament esgarrifosa, Partisan és un drama fosc l'artesania segura del qual pot oferir prou perquè alguns espectadors miren més enllà dels seus defectes". A Metacritic, tla pel·lícula va rebre una puntuació de 50 sobre 100, basada en 12 crítics, indicant "crítiques mixtes o mitjanes".

### Premis
| Premi                    | Categoria                                         | Nominat            | Resultat  |
| ------------------------ | ------------------------------------------------- | ------------------ | --------- |
| AACTA Awards (5th)       | Millor banda sonora                               | Daniel Lopatin     | Nominat   |
| AACTA Awards (5th)       | Millor so                                         | Dane Cody          | Nominat   |
| AACTA Awards (5th)       | Millor so                                         | Robert Mackenzie   | Nominat   |
| AACTA Awards (5th)       | Millor disseny de producció                       | Steven Jones-Evans | Nominat   |
| AACTA Awards (5th)       | Millor disseny de producció                       | Sarah Cyngler      | Nominat   |
| AACTA Awards (5th)       | Millor disseny de vestuari                        | Sarah Cyngler      | Nominat   |
| AACTA Awards (5th)       | Millor disseny de vestuari                        | Maria Pattison     | Nominat   |
| AFCA Awards              | Millor pel·lícula                                 | Anna McLeish       | Nominat   |
| AFCA Awards              | Millor director                                   | Ariel Kleiman      | Nominat   |
| AFCA Awards              | Millor guió                                       | Ariel Kleiman      | Nominat   |
| AFCA Awards              | Millor guió                                       | Sarah Cyngler      | Nominat   |
| AFCA Awards              | Millor actor                                      | Vincent Cassel     | Nominat   |
| AFCA Awards              | Millor actor secundari                            | Jeremy Chabriel    | Nominat   |
| AFCA Awards              | Millor fotografia                                 | Germain McMicking  | Nominat   |
| FCCA Awards              | Millor actuació d'un jove actor                   | Jeremy Chabriel    | Nominat   |
| FCCA Awards              | Millor música                                     | Daniel Lopatin     | Nominat   |
| BFI London Film Festival | Sutherland Award - First Feature Competition      | Ariel Kleiman      | Nominat   |
| Sundance Film Festival   | Gran Premi del Jurat - Cinema Mundial - Dramàtic  | Ariel Kleiman      | Nominat   |
| Sundance Film Festival   | Premi a la fotografia - Cinema mundial - Dramàtic | Germain McMicking  | Guanyador |